# Hans Heinz Heldmann
Hans Heinz Heldmann (* 9. April 1929; † 8. Oktober 1995) war ein deutscher Rechtsanwalt mit den Schwerpunkten Straf-, Ausländer- und Asylrecht, zeitweise Vorstandsmitglied der Humanistischen Union und Buchautor. Er war vor allem in eigenen Kanzleien in München, Darmstadt und Frankfurt am Main tätig.

## Anwalt
Der Schwerpunkt von Heldmanns anwaltlicher Tätigkeit lag auf den Minderheitenrechten, besonders auf dem Ausländerrecht. Heldmann vertrat seit den 1960er Jahren Minderheiten vor Gericht, zunächst oppositionelle persische Studenten wie von der Ausweisung bedrohte Palästinenser, in der Bundesrepublik verfolgte ausländische Kommunisten wie asylsuchende Araber. 1975 bis 1977 war er Vertrauensanwalt von Andreas Baader im Stammheimer Prozess. Heldmann verstand sich als „Radikaldemokrat“. Damals schrieb der Spiegel: „Mit den Klaus Croissant-Nachfolger Heldmann hat ein Anwalt Einzug gehalten, der gleich dem Ensslin-Vertreter Otto Schily Brillanz und forensische Fitness aufbietet, zugleich aber bei allem Engagement für die Rechte der Mandanten für den Vorwurf der Sympathisantenschaft unerreichbar scheint.“

## Humanistische Union
In den 1960er Jahren wurde Heldmann Rechtsberater für die Humanistische Union. 1966 prüfte er als Anwalt im Auftrag eines Mandanten, ob die Freiwillige Selbstkontrolle der Filmwirtschaft (FSK) als „eine Nachfolge-Institution der Besatzungszensur“ (Heldmann) mit dem Grundgesetz zu vereinbaren sei.
Heldmann wurde Ende der 1960er unter Menschenrechtlern international bekannt, als er im Auftrag von Amnesty International Strafprozesse in Teheran (unter dem Regime von Schah Mohammad Reza Pahlavi) beobachtete. In seinen letzten Lebensjahren engagierte er sich gegen die 1992 beschlossene Reform des Asylrechts und den Abbau der Rechte von Abschiebehäftlingen.

## Autor
Heldmann war seit den 1960er Jahren Autor mehrerer Kommentare und kritischer Bücher über Ausländergesetze und Ausländerrecht. Daneben veröffentlichte er 1968 ein Buch mit 158 „Worten des Vorsitzenden Heinrich“ unter dem Pseudonym „Gebrüder Grimmig“. Es handelt sich dabei um eine satirisch kommentierte Sammlung von Zitaten des Bundespräsidenten Heinrich Lübke, die im Münchner Kunst- und Wissenschafts-Verlag Heinz Moos erschien.

## Publikationen
- Zurechnungsunfähigkeit und verminderte Zurechnungsfähigkeit in rechtsvergleichender Darstellung. Freiburg i. Br., 1956
- Das Ausländergesetz 1965. München: Humanistische Union, 1967
- Stammheimer Briefwechsel. In: Sonnemann, Ulrich (Hg.): Der misshandelte Rechtsstaat in Erfahrung und Urteil bundesdeutscher Schriftsteller, Rechtsanwälte und Richter. Köln: Kiepenheuer und Witsch, 1977.
- Plädoyer zum Stammheimer Prozeß und weitere Dokumente zur Politischen Justiz. In: Kritische Justiz. 1977, Heft 2
- Irmgard Möller berichtet. Dokumentation. Hrsg. von Hans-Heinz Heldmann u. a. o. O.: Selbstverlag, 1978
- Strafrechtskritik und Strafrechtsreform 1954–1988. Frankfurt am Main Haag & Herchen 1988
- (mit Jutta Bahr-Jendges und Rainer Frommann): Die Vollstreckung der Entkleidungsordnung. Verteidigerausschluss durch Sitzungspolizei. Zum 2. Prozeß gegen Irmgard Möller. Bremen, Selbstverlag, 1978.
- Verwaltung versus Verfassung. Frankfurt am Main: Lang, 1989
- Ausländergesetz. Frankfurt [Main], Bettinaplatz 1: H. Heldmann, 1991, 2. Aufl. 1993